# Al-Shahania SC
Al-Shahaniya Sports Club is een voetbalclub uit de stad Ar Rayyan in Qatar en speelt in het Grand Hamadstadion. De club werd opgericht in 1998 onder de naam Al-Nasr en speelt in de Qatari League. In 2004 werd de clubnaam gewijzigd in Al-Shahania.

## Bekende (ex-)spelers
- Nigel de Jong
- Sven van Beek
- Pelle van Amersfoort
- Francesco Antonucci

Al-Ahli · Al-Arabi · Al-Duhail · Al-Gharafa · Al Kharaitiyat · Al-Khor · Al-Rayyan · Al-Sadd · Al-Sailiya · Al-Shahania · Qatar SC · Umm Salal